# Muscolo obliquo inferiore della testa
Nell'anatomia umana il muscolo obliquo inferiore della testa è un muscolo della regione suboccipitale del torso. Nasce dal processo spinoso della seconda vertebra cervicale (detta epistrofeo) e si inserisce sulla parte posteriore dell'estremità superiore del processo trasverso della prima (atlante). Il nome può essere confondente in quanto viene definito "muscolo della testa" ma non si inserisce direttamente sul cranio.

## Azione
Il muscolo obliquo inferiore della testa è responsabile della rotazione della testa e dell'atlante (articolazione atlanto-assiale laterale) dallo stesso lato dell'inserzione del muscolo.